# Pycnoscelus indicus
Pycnoscelus indicus es una especie de cucarachas del género Pycnoscelus, familia Blaberidae.

## Historia
Fue descrito por primera vez en 1775 por Fabricius.